# طهران تابو
طهران تابو فيلم أنیميشن ألماني-أسترالي من تأليف وإخراج علي سوزنده.

## القصة
تدور أحداث الفيلم حول ثلاث نساء ورجل موسيقي في طهران، ومحاولاتهم اليائسة للعيش في ظل القوانين الإسلامية في إيران والمعايير المزدوجة الناتجة عن ذلك.

## روابط خارجية
- تهران تابو على موقع IMDb (الإنجليزية)
- تهران تابو على موقع روتن توميتوز (الإنجليزية)
- تهران تابو على موقع ألو سيني (الفرنسية)
- تهران تابو على موقع بوكس أوفيس موجو (الإنجليزية)
- تهران تابو على موقع فيلمافينيتي (الإسبانية)
- تهران تابو على موقع قاعدة بيانات الفيلم (الإنجليزية)
- تهران تابو على موقع ليتربوكسد (الإنجليزية)
- تهران تابو على موقع كينوبويسك (الروسية)